# John Mayer (guitariste)
Pour les articles homonymes, voir Mayer.
 (août 2012).
Si vous disposez d'ouvrages ou d'articles de référence ou si vous connaissez des sites web de qualité traitant du thème abordé ici, merci de compléter l'article en donnant les références utiles à sa vérifiabilité et en les liant à la section « Notes et références ».
John Clayton Mayer, né le 16 octobre 1977 à Bridgeport dans le Connecticut, est un auteur-compositeur-interprète, guitariste et producteur américain.
Bercé dès son plus jeune âge par le blues et la musique de son idole Stevie Ray Vaughan, John Mayer a commencé à se faire connaître en 1999 à la suite de ses premiers succès No Such Thing et Your Body Is a Wonderland. En 2003, il gagne le Grammy Award dans la catégorie masculine meilleure performance pop. Après un tournant musical vers le blues en 2005, sa musique peut désormais s'assimiler aussi bien à de la pop qu'au blues rock et plus récemment à la musique country. Il a vendu plus de 10 millions d'albums aux États-Unis et 20 millions d'albums dans le monde.

## Biographie

### Jeunesse
John Clayton Mayer est né le 16 octobre 1977 à Bridgeport, dans le Connecticut, d'une mère professeur d'anglais et d'un père directeur d'école. Il passe son enfance à Fairfield.    

### Début de carrière (1996-2004)
Après avoir arrêté, à l'âge de 19 ans, au bout de deux semestres, ses études au Berklee College of Music de Boston avec Tomo Fujita, il se dirige vers Atlanta où il rejoint son ami Clay Cook, avec qui il va se produire dans les bars et autres cafés de la ville. Avec l'aide d'un producteur local, Glenn Matulo, et de Clay Cook qui lui écrit des textes, il enregistre l'album acoustique Inside Wants Out sur lequel se trouve son premier succès commercial No Such Thing. De plus en plus connu, il est invité au South by Southwest, en mars 2000, où il sera repéré par un nouveau label, Aware Records. Avec celui-ci, Mayer enregistre Room for Squares, disponible alors seulement sur Internet. Columbia Records lui fait alors signer un contrat et ressort l'album en ajoutant le morceau 3X5 et en lui faisant retravailler quatre morceaux de son premier album Inside Wants Out.
Le succès augmente encore et il gagne, en 2003, le Grammy Award du meilleur chanteur pop ou de variétés (Best Male Pop Vocal Performance), pour la chanson Your Body Is a Wonderland.
Au cours de la même année, il enregistre le DVD live Any Given Thursday, tourné à Birmingham en Alabama, où l'interprétation de Covered In Rain et son solo de guitare rappelle ceux de ses plus grandes idoles.

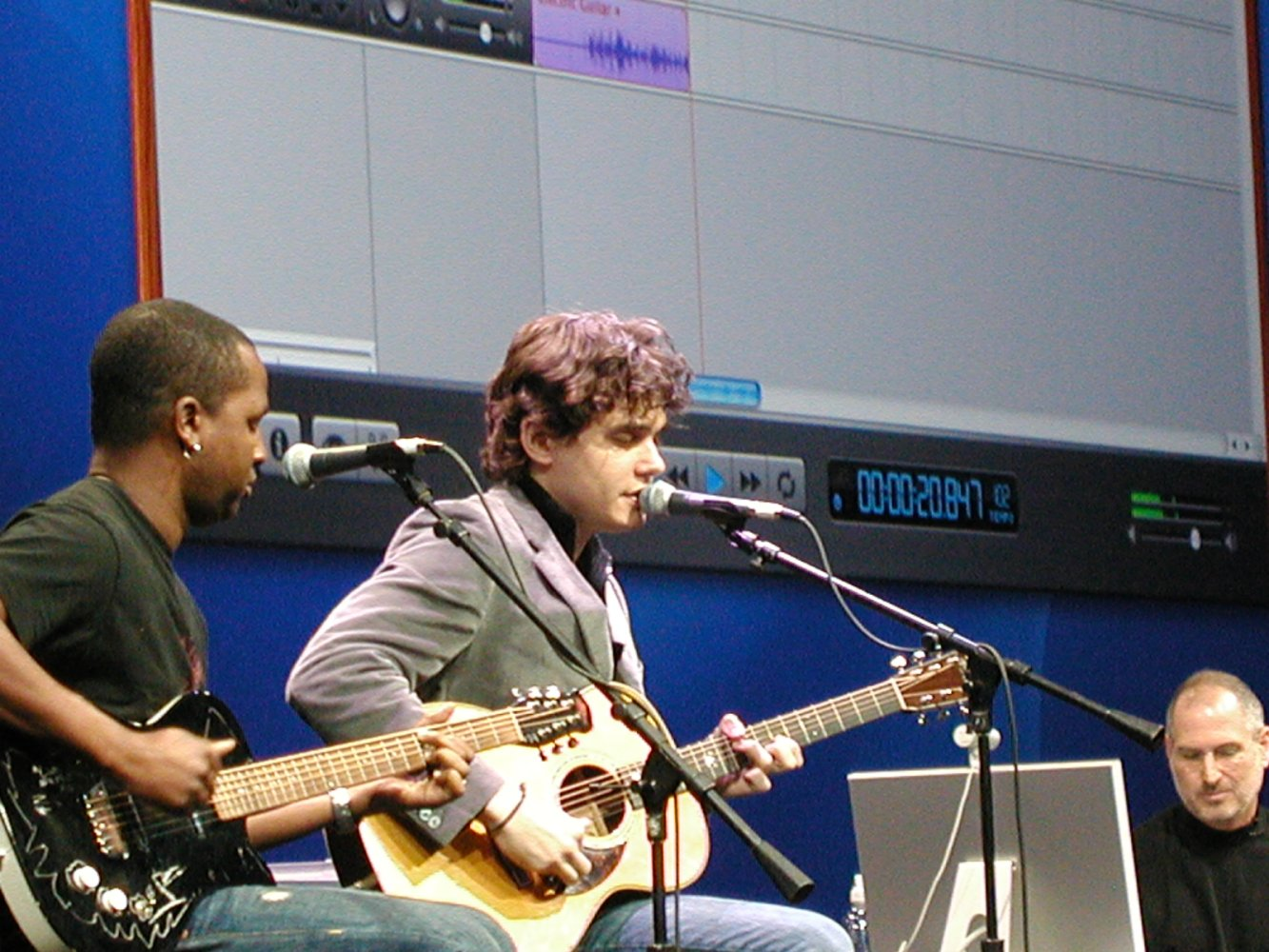
David Harris à la guitare, John Mayer et Steve Jobs de gauche à droite au Macworld le 11 janvier 2005 à San Francisco.

Heavier Things, son second album, sort le 9 septembre 2003 et est accueilli de manière très positive par l'ensemble de la presse spécialisée. De cet album, un deuxième tube place Mayer sur le devant de la scène, puisque la chanson Daughters est élue « Chanson de l'année » 2005 aux Grammy Awards, tandis que Mayer gagne, pour la deuxième fois, le titre de Meilleur chanteur pop ou de variété. Cette reconnaissance médiatique lui permettra même d'être invité par Steve Jobs pour se produire lors de la conférence Macworld. Mayer est actuellement un « ambassadeur » pour les marques Apple, BlackBerry ou encore pour la Beetle, dont il a fait la publicité aux États-Unis.

### Tournant musical (2005-2008)
Mayer se détourne de plus en plus des recettes commerciales qui firent son succès, il continue sur la voie du blues en collaborant avec Buddy Guy, B.B. King ou Eric Clapton, mais également du Jazz avec John Scofield. Il part en tournée avec le légendaire pianiste de jazz Herbie Hancock.
John Mayer a maintenu une réputation de chanteur-compositeur sensible, il a également acquis la distinction de guitariste accompli, influencé par les goûts des artistes ci-dessus, ainsi que Jimi Hendrix, Stevie Ray Vaughan, Robert Cray, et encore Freddie King.
Mayer commence alors à collaborer avec d'autres artistes en dehors de son propre genre comme Kanye West, avec Go et Bittersweet Poetry. À la suite de ces collaborations, il reçoit les éloges de poids lourds du rap américain tels que Jay-Z et accompagne avec sa guitare Frank Ocean sur sa chanson Pyramids.

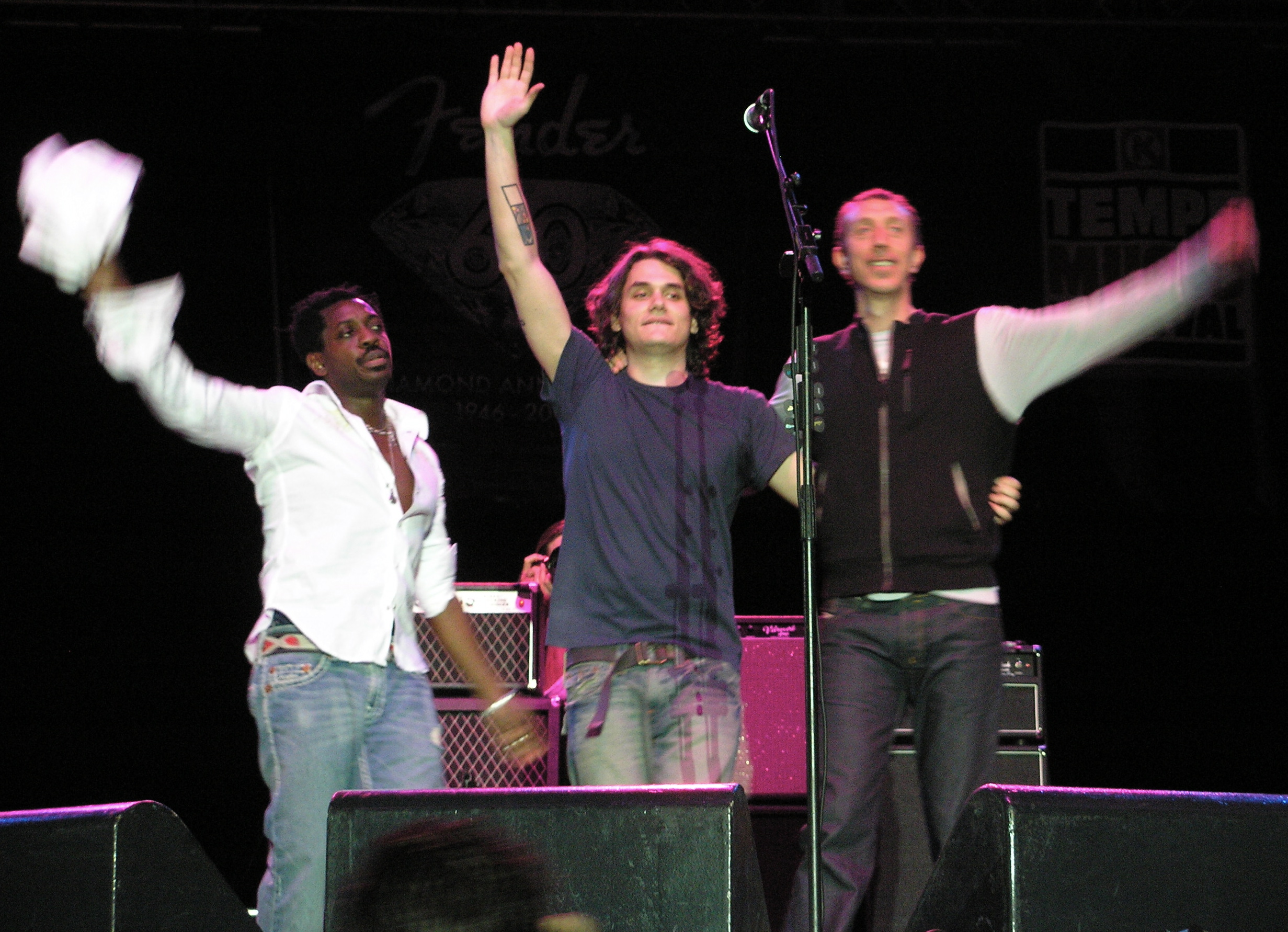
Steve Jordan, John Mayer et Pino Palladino.

Au printemps 2005, le côté Blues de Mayer ressort nettement avec la formation de son groupe John Mayer Trio, qui compte dans ses rangs, outre Mayer, le bassiste Pino Palladino et le batteur Steve Jordan.
Ce groupe mise sur des chansons de John Mayer adaptées au genre du trio comme Daughters, mais également sur des reprises de Ray Charles ou encore Jimi Hendrix.
En 2005 sort l'album live Try; trois des chansons sur l'album ont été coécrites par Jordan, Mayer et Palladino, toutefois le trio prend une pause à la mi-2006.
En 2006, Mayer publie l'album intitulé Continuum produit par lui-même et Steve Jordan, batteur de John Mayer Trio. Cet album permet de mesurer l'évolution musicale de Mayer et se révèle extrêmement efficace avec des morceaux tels que Waiting On the World to Change, Vultures, Gravity ou Belief. Cet album sera d'ailleurs nommé dans la catégorie « Meilleur album de l'année » au Grammy Awards. Finalement, avec Waiting On the World to Change Mayer remporte le titre de la meilleure chanson pop et le titre du « Meilleur album pop » avec son Continuum. Il entame ensuite la création de son album The Village Sessions qui comporte 5 titres de Continuum en version acoustique, plus la version acoustique de Good Love Is on the Way. Outre son guitariste Robbie McIntosh, Ben Harper participe également à l'album en interprétant avec John Mayer Waiting On the World to Change
Mayer devient de plus en plus incontournable dans le paysage musical américain et accumule les couvertures de magazines (il fait la une du numéro 1020 de Rolling Stone aux côtés de Dereck Trucks et de John Frusciante avec un titre aguicheur The New Guitar Gods soit « les nouveaux dieux de la guitare ») et autres apparitions dans les séries, comme dans un épisode des Experts. Le Time le classe même en 2007 parmi les 100 personnes les plus influentes dans le monde, aux côtés de Barack Obama et autres politiques.
Après avoir repris d'autres morceaux dont I Don't Need No Doctor de Ray Charles, il accompagne Alicia Keys sur No One, lors des Grammy Awards 2008. On peut également le voir sur scène avec Colbie Caillat. John Mayer a aussi collaboré avec le trompettiste Chris Botti à plusieurs reprises.

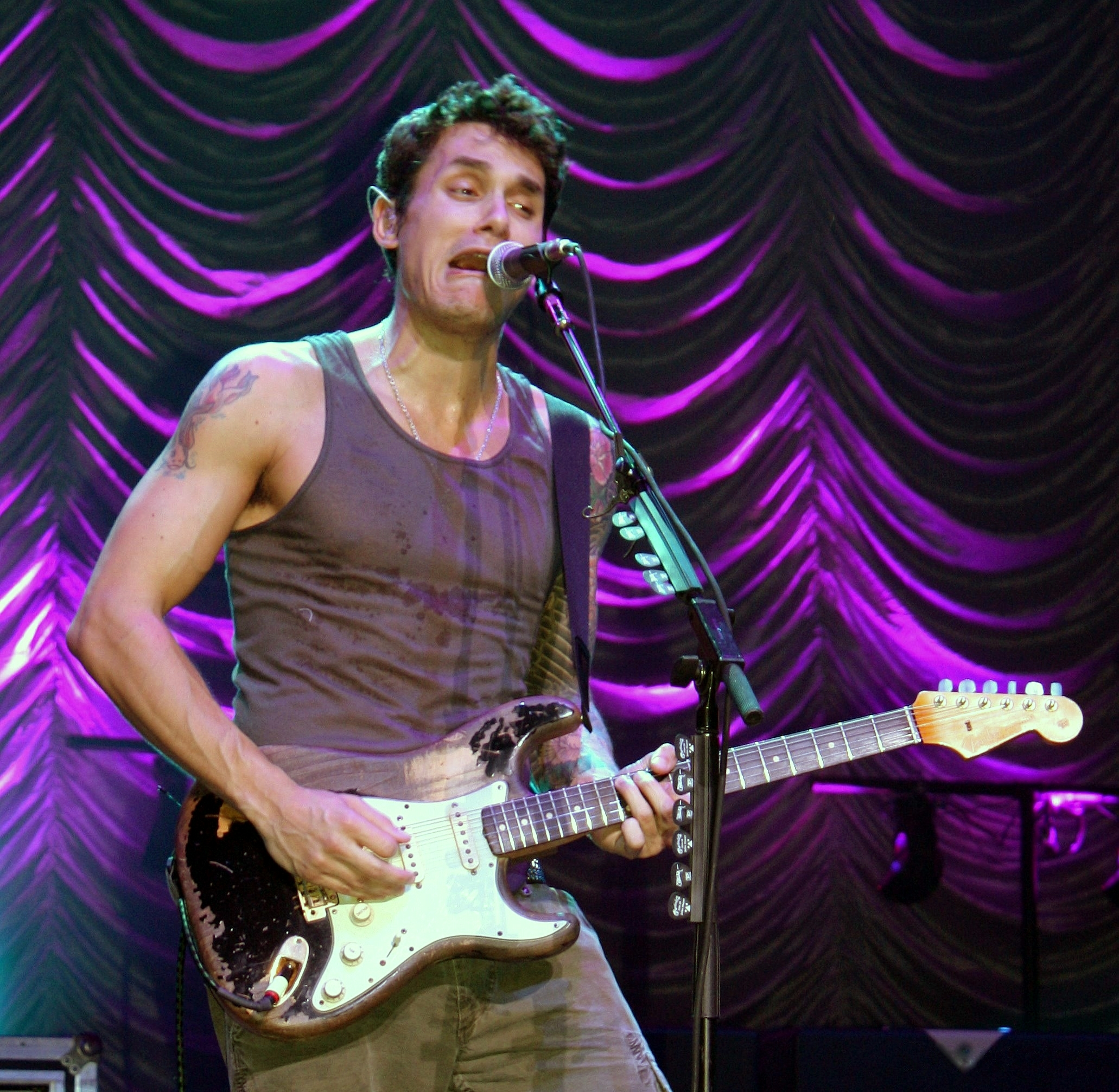
John Mayer en concert en 2008 à Cleveland.

Le 1er juillet 2008 sort son nouveau DVD Live Where the Light Is, enregistré à Los Angeles. Ce DVD est structuré en trois parties : la première acoustique, la seconde avec le groupe John Mayer Trio et la troisième accompagnée de ses musiciens habituels.
John Mayer contribue également à la réalisation de musiques de films, en reprenant (Get Your Kicks On) Route 66 pour les besoins de Cars de Pixar ou, plus récemment, en écrivant et interprétant Say pour le film Sans plus attendre.
En 2008, il contribue également à la reprise rock de Beat It, de Michael Jackson, par les Fall Out Boy. Un nouveau vidéo-clip est réalisé pour l'occasion et contient d'ailleurs de nombreuses références à Michael Jackson.
Il interprète très dignement Human Nature pour la cérémonie funéraire de Michael Jackson, le 7 juillet 2009, au Staples Center de Los Angeles.

### Battle Studies(2009)
Son quatrième album, Battle Studies, est sorti le 17 novembre 2009. L'album se compose de 11 pistes avec une durée totale de 45 minutes. Il entame alors une tournée américaine de plusieurs mois à partir de mars 2010.
John Mayer admet auprès du magazine Rolling Stone qu'il ne pense pas que Battle Studies soit son meilleur album. 
La même année, il participe à la reprise de Superstition avec Mark Whitfield sur son album Songs of Wonder.

### Troubles personnels et pause (2010-2013)
John Mayer avait annoncé la sortie de son futur album, Born and Raised, coproduit avec Don Was dans le courant du mois d'octobre 2011. La sortie est cependant repoussée, au 22 mai 2012, à cause de la découverte d'un granulome sur les cordes vocales du chanteur, opéré depuis. Toutefois il annonce sur son blog, que sa tournée 2012 semble compromise, du fait de la recrudescence de son granulome.
Cet album prend un virage folk accompagné d'une dose d'americana. Le premier single de Born and Raised, intitulé Shadow Days a été dévoilé le 27 février 2012. Il publie par ailleurs, un album EP acoustique. Born and Raised est plutôt bien reçu par la critique musicale.
Entre-temps en 2011, il apparaît sur le titre One for My Baby (And One More for the Road), extrait de l'opus Duets II de Tony Bennett.

### Paradise Valley, Dead & Company et projets récents (2013-présent)
Après l'annonce d'une tournée mondiale courant 2013, John Mayer annonce la sortie d'un nouvel album, Paradise Valley pour le 13 août 2013. Parallèlement à cette annonce, le premier single Paper Doll sort.
Dans cet album, il collabore avec sa petite amie la chanteuse Katy Perry sur le titre Who You Love.
En 2014, il participe à l’album « Partners » de Barbra Streisand sur le titre « Come Rain or Come Shine » d’Harold Arlen.  L’album sera disque de platine, numéro 1 aux Etats-Unis (le 10ème de sa carrière aux USA -un record pour une artiste féminine à l’époque- et fera de Streisand la première artiste à obtenir un album à la première place des charts américain dans chacune des six dernières décennies), au Canada et en Australie et est nommé aux Grammy Awards dans la catégorie « Meilleur album pop traditionnel ».
En 2015, Mayer annonce reformer le John Mayer Trio en studio pour enregistrer un nouvel album. La même année, il rejoint Dead & Company, groupe fondé par des anciens membres de Grateful Dead. Le groupe est en tournée aux États-Unis durant l'été 2016 comme tête d'affiche des principaux festivals américains. Début 2016, il annonce retourner en studio avec Steve Jordan et Pino Palladino pour l'enregistrement d'un nouvel album dont la sortie est prévue pour 2017. Le 27 octobre 2016, à l'occasion d'un concert pour la Jazz Foundation of America, le titre de l'album, The Search for Everything, est révélé.
Pour son septième album The Search for Everything, sorti le 14 avril 2017, John Mayer cherche à synthétiser ses influences et ses différentes périodes musicales : des ballades country comme Roll It On Home qui rappelle l'album Born and Raised des morceaux plus rock comme Helpless qui sont adaptés aux concerts avec son trio ou encore des titres comme Movin' on and Gettin' Over  où il explore un son R&B très radiophonique.
John Mayer a également poursuivi ses tournées avec Dead & Company pendant l'été et l'automne de 2017. Le 5 décembre, lors de la tournée d'automne, son appendice a éclaté, entraînant une appendicectomie d'urgence et le report de la tournée restante à février 2018. En janvier 2018, Dead & Company a annoncé sa tournée d'été Dead & Company Summer Tour 2018.
Le 10 mai 2018, Mayer sort le single New Light, coproduit par No I.D. et Mayer lui-même. Dans une interview avec Zane Lowe pour Apple Music le jour de la sortie, il a annoncé « plus de nouvelle musique » pour 2018. Lors de sa performance au théâtre iHeartRadio le 24 octobre 2018, il a créé une chanson intitulée I Guess I Just Feel Like. Le 12 décembre 2018, il annonce une tournée mondiale pour 2019.
En 2019, John Mayer sort deux singles ; le titre qu'il a déjà interprété auparavant I Guess I Just Feel Like le 22 février et Carry Me Away le 6 septembre. Le 15 mars 2020, dans un épisode de l'émission de John Mayer Current Mood, il a révélé qu'il était occupé à écrire et l'enregistrer des chansons d'un nouvel album. Au début de 2021, il a déclaré qu'il avait complètement terminé ce nouvel album et avait déposé des extraits de certaines des chansons sur TikTok avant sa sortie. Dans une interview avec Kerwin Frost, Mayer a fait allusion à une date de sortie en avril. Le 1er juin 2021, Mayer a révélé sur Twitter que son prochain album sortira le 16 juillet 2021 et s'intitulera Sob Rock. Il sort pour cette occasion, le 4 juin, le nouveau single Last Train Home.

## Tournée
Mayer a fait des tournées avec de nombreux groupes musicaux, y compris Maroon 5, Guster, Howie Day, Mat Kearney, Counting Crows, Ben Folds, The Wallflowers, Teitur, Brett Dennen, Sheryl Crow, Colbie Caillat, Train, Ellie Goulding, OneRepublic et Paramore.
Mayer apparaît souvent gratuitement dans de petites salles de concert et dans des bars à l'improviste.

## Guitares
John Mayer est un collectionneur de guitares et a collaboré avec des entreprises de guitares pour concevoir ses propres instruments. Il possède plus de 200 guitares.
John Mayer est l'un des guitaristes emblématiques de la Fender Stratocaster. Il en possède de nombreux modèles et signe en 2005 son propre modèle de guitare électrique chez Fender. Il possède 3 modèles signature acoustique chez "Martin Guitars": la OMJM, d45, 00-42sc. En 2014, il annonce ne plus être sous contrat avec Fender. En 2015, il signe un modèle chez PRS Guitars, la PRS Super Eagle, utilisée pour sa tournée Dead & Company. Un second modèle verra le jour pour la tournée 2016, La PRS Super Eagle II. Après deux ans et demi de travail, John Mayer et PRS présentent le modèle Silver Sky, disponible à la vente depuis le 20 mars 2018.

## Vie privée
John Mayer est réputé à Hollywood pour avoir fréquenté beaucoup de stars du milieu.
Sa première relation médiatisée fut avec l'actrice Jennifer Love Hewitt en 2002. Ils se sont fréquentés durant trois mois seulement. Il a également brièvement fréquenté la chanteuse Vanessa Carlton entre 2002 et 2003, ainsi que l'actrice Rhona Mitra en 2005.
Il a ensuite été en couple avec l'actrice et chanteuse Jessica Simpson d'août 2006 à mai 2007, avant de vivre une brève liaison avec l'actrice Minka Kelly entre septembre 2007 et janvier 2008.
En février 2008, il entame une nouvelle relation médiatisée avec l'actrice Jennifer Aniston. Ils se séparent une première fois en août 2008, avant de se remettre ensemble en octobre de cette même année, puis de se séparer pour de bon en mars 2009. Il a, par la suite, eu une liaison avec la chanteuse Taylor Swift de décembre 2009 à mars 2010. La chanteuse lui dédiera même une chanson, intitulée Dear John, qui figure sur son troisième album, Speak Now, ainsi qu'une deuxième nommée Would've, Could've, Should've figurant sur l'édition 3am de son dixième album Midnights. Les deux titres pointent les comportements abusifs du chanteur à son égard lors de leur relation, ainsi que leur écart d'âge important (Mayer avait alors 32 ans et Taylor Swift, 19).
Entre juin 2012 et juillet 2015, il a été le compagnon de la chanteuse, Katy Perry — connaissant un bon nombre d'intermittences.

## Membres en tournée
Membres actuels
- Steve Jordan – Batterie (2003, 2010–2011, 2017)
- Pino Palladino - Basse (2010-2011, 2017)
- Isaiah Sharkey - Guitare (2017)
- David Ryan Harris - Guitare, voix (2007-2011, 2017)
- Larry Goldings - Claviers (2017)
- Tiffany Palmer - Voix (2007-2011, 2017)
- Carlos Ricketts - Voix (2007-2011, 2017)

Anciens membres
- Zane Carney – Guitare (2011-2014)
- Sean Hurley – Basse (2008-2014)
- Chuck Leavell - Clavier (2011-2014)
- Aaron Sterling - Batterie (2011-2014)
- Bob Reynolds – Saxophones, flûte (2006–2008, 2010)
- Robbie McIntosh – Guitare, guitare slide, voix (2006–2010)
- Keith Carlock - Batterie, Percussions (2010-2011)
- David LaBruyere – Basse (1999–2008)
- Nir Z - Batterie (2001)
- Matt Mangano - Guitare (2001)
- Matt Johnson - Batterie (2002)
- Stephen Chopek – Batterie, percussions (2001–2002)
- Michael Chaves – Guitare, clavier, voix(2001–2005)
- Kevin Lovejoy – Clavier (2003–2004)
- Erik Jekabsen – Trompette, Bugle(2003–2004)
- Chris Karlic – Saxophone, flûte (2003–2005)
- J.J. Johnson – Batterie (2003–2005, 2006–2008)
- Onree Gill – Clavier (2004–2005)
- Chuck McKinnon – Trompette, Bugle (2004–2005)
- Ricky Peterson – Clavier, orgue, voix (2006–2007)
- Charlie Wilson – Clavier (2009–2011)
- Tim Bradshaw – Clavier, orgue, lap steel, voix (2007–2008)
- Brad Mason - Trompette, Bugle (2006–2008)
- Kenna Ramsey - Voix (2009–2010)
- Melanie Taylor - Voix (2009–2010)

## Discographie

### Albums studio
| Titre                                                              | Détails de l'album                        | Meilleure position | Meilleure position | Meilleure position | Meilleure position | Meilleure position | Meilleure position | Meilleure position | Meilleure position | Meilleure position | Meilleure position | Ventes          | Certifications                                                                                       |
| Titre                                                              | Détails de l'album                        | É-U                | É-U Rock           | AUS                | CAN                | DAN                | ALL                | IRL                | P-B                | N-Z                | R-U                | Ventes          | Certifications                                                                                       |
| ------------------------------------------------------------------ | ----------------------------------------- | ------------------ | ------------------ | ------------------ | ------------------ | ------------------ | ------------------ | ------------------ | ------------------ | ------------------ | ------------------ | --------------- | --- |
| Room for Squares                                                   | - Sortie : 2001 - Label : Columbia, Aware | 8                  | —                  | 5                  | 9                  | —                  | 55                 | —                  | —                  | 6                  | 128                | USA : 4 484 000 | RIAA : 5 × PlatineARIA : 3 × PlatineBPI : ArgentMC : 2 × Platine                                     |
| Heavier Things                                                     | - Sortie : 2003 - Label : Columbia, Aware | 1                  | —                  | 4                  | 3                  | 5                  | 60                 | 72                 | 19                 | 15                 | 74                 | USA : 2 700 000 | RIAA : 3 × PlatineARIA : 2 × PlatineBPI : ArgentMC : PlatineIFPI DEN : 2 × PlatineNVPI : Or          |
| Continuum                                                          | - Sortie : 2006 - Label : Columbia, Aware | 2                  | 1                  | 12                 | 2                  | 24                 | 39                 | —                  | 12                 | 9                  | 46                 | USA : 2 426 000 | RIAA : 4 × PlatineARIA : 2 × PlatineBPI : OrMC : 3 × PlatineIFPI DEN : 3 × PlatineNVPI : OrRMNZ : Or |
| Battle Studies                                                     | - Sortie : 2009 - Label : Columbia        | 1                  | 1                  | 3                  | 4                  | 7                  | 39                 | 48                 | 1                  | 11                 | 35                 | USA : 1 100 000 | RIAA : 2 × PlatineARIA : PlatineBPI : OrMC : PlatineIFPI DEN : 2 × PlatineNVPI : OrRMNZ : Or         |
| Born and Raised                                                    | - Sortie : 2012 - Label : Columbia        | 1                  | 1                  | 1                  | 1                  | 1                  | 17                 | 14                 | 1                  | 1                  | 4                  | USA : 514 000   | RIAA : OrARIA : OrBPI : ArgentMC : PlatineIFPI DEN : PlatineNVPI : Or                                |
| Paradise Valley                                                    | - Sortie : 2013 - Label : Columbia        | 2                  | 1                  | 1                  | 1                  | 1                  | 17                 | 7                  | 1                  | 6                  | 4                  |                 | RIAA : OrARIA : OrBPI : ArgentMC : OrIFPI DEN : Platine                                              |
| The Search for Everything                                          | - Sortie : 2017 - Label : Columbia        | 2                  | 1                  | 5                  | 2                  | 7                  | 44                 | 30                 | 4                  | 10                 | 16                 | CAN : 30 000    | RIAA : OrARIA : OrBPI : ArgentMC : OrIFPI DEN : Platine                                              |
| Sob Rock                                                           | - Sortie : 2021 - Label : Columbia        | 2                  | 1                  | 3                  | 4                  | 4                  | 5                  | 14                 | 1                  | 4                  | 4                  |                 | MC : OrIFPI DEN : Platine                                                                            |
| « — » indique que le titre n'est pas sorti ou classé dans le pays. |                                           |                    |                    |                    |                    |                    |                    |                    |                    |                    |                    |                 | |

### Albums live
| Année | Album              | Label    | Classement | Classement       | Classement | Classement |
| Année | Album              | Label    | États-Unis | Nouvelle-Zélande | Australie  | Pays-Bas   |
| ----- | ------------------ | -------- | ---------- | ---------------- | ---------- | ---------- |
| 2003  | Any Given Thursday | Columbia | 17         | 43               | —          | —          |
| 2004  | As/Is              | Columbia | —          | —                | —          | —          |
| 2005  | Try!               | Columbia | —          | —                | —          | —          |
| 2008  | Where The Light Is | Sony BMG | 5          | 22               | 30         | 16         |

### Albums acoustiques
| Année | Album                         | Label    |
| ----- | ----------------------------- | -------- |
| 1999  | Inside Wants Out              | Aware    |
| 2002  | Inside Wants Out (re-release) | Columbia |
| 2006  | The Village Sessions          | Aware    |

### Live DVD
| Année | Album              | Label    |
| ----- | ------------------ | -------- |
| 2003  | Any Given Thursday | Sony BMG |
| 2008  | Where The Light Is | Sony BMG |